# Brachyorrhos
Brachyorrhos — рід змій родини гомалопсових (Homalopsidae). Представники цього роду є ендеміками Індонезії. Умовно отруйні змії (реальної небезпеки для людини не становлять). 

## Види
Рід Brachyorrhos нараховує 5 видів:
- Brachyorrhos albus (Linnaeus, 1758)
- Brachyorrhos gastrotaenius (Bleeker, 1860)
- Brachyorrhos pygmaeus Murphy & Voris, 2021
- Brachyorrhos raffrayi (Sauvage, 1879)
- Brachyorrhos wallacei Murphy, Mumpuni, de Lang, Gower & Sanders, 2012

## Етимологія
Наукова назва роду Brachyorrhos походить від сполучення слів дав.-гр. βραχυς — короткий і ορρος — зад.